# Achaea dejeanii
Achaea dejeanii là một loài bướm đêm thuộc họ Erebidae. Loài này có ở Châu Phi, bao gồm Madagascar.